# Silke-Thora Matthies
Silke-Thora Matthies (* 1960 in Gütersloh) ist eine deutsche Pianistin und ehemalige  Hochschulrektorin.

## Leben
Silke-Thora Matthies wurde in Gütersloh geboren, wo sie aufwuchs und von 1969 bis 1978 das Evangelisch Stiftische Gymnasium (ESG) besuchte. Sie war die erste Schülerin am ESG, die die Schule von der Sexta bis zum Abitur in der reformierten Oberschule besuchte. Ersten Musikunterricht erhielt sie an der Musikschule Gütersloh sowie an der Singschule Gütersloh unter Hermann Kreutz. Bereits 1969 gewann sie für ihr Klavierspiel einen ersten Preis bei Jugend musiziert. Mit elf Jahren wurde sie als Jungstudierende an der Hochschule für Musik Detmold zugelassen.
Sie studierte Klavier in Detmold bei Renate Kretschmar-Fischer sowie an der Juilliard School of Music in New York bei Joseph Kalichstein, bei Monique Haas in Salzburg sowie bei Andor Foldes und Pál Kadosa in Ungarn. Unterstützt wurde sie als Stipendiatin der Studienstiftung des deutschen Volkes, des DAAD sowie der Jürgen-Ponto-Stiftung. Beim Gina-Bachauer-Competition in New York gewann sie den ersten Preis, außerdem war sie Preisträgerin des Liszt/Bartók-Wettbewerbes in Budapest, der Jeunes Musicales in Bordeaux sowie des Robert Casadesus Competition in Cleveland (Ohio, USA). Sie spielte zahlreiche Aufnahmen für Rundfunk und Fernsehen ein.
Seit 1988 konzertiert sie mit großem Erfolg international als Klavier-Duo gemeinsam mit Christian Köhn, mit dem sie bereits 22 CDs einspielte. 1989 wurde das Duo Preisträger des Deutschen Musikwettbewerbs in Bonn, 1990 beim Wettbewerb des Kulturkreises im Bundesverband der Deutschen Industrie. 1992 gewann es den 3. Preis beim 41. Internationalen Musikwettbewerb der ARD in München.
Seit Oktober 1992 ist sie hauptamtliche Professorin für Klavier an der Hochschule für Musik Würzburg und seit 1994 Frauenbeauftragte der Hochschule. Im Oktober 2003 wurde sie zur Rektorin der Hochschule gewählt und hatte das Amt bis September 2007 inne.

## Auszeichnungen
- 2008: Bundesverdienstkreuz (am Bande)